# 19711 Johnaligawesa
19711 Johnaligawesa este o planetă minoră (asteroid), cu un diametru de 4,719 km, din centura de asteroizi. A fost descoperită pe 1 octombrie 1999 la Catalina Station⁠(d) de Catalina Sky Survey. 
Obiectul prezintă o orbită caracterizată de o semiaxă mare de 2,3470007 UAi, o excentricitate de 0,24, o înclinație de 21,0984 ° în raport cu ecliptica.